# Новоплатнировское сельское поселение
Новоплатнировское сельское поселение — муниципальное образование в составе Ленинградского района Краснодарского края России.
В рамках административно-территориального устройства Краснодарского края ему соответствует Новоплатнировский сельский округ. 
Административный центр — станица Новоплатнировская.

## Население
| 2010  | 2012  | 2013  | 2014  | 2015  | 2016  | 2017  |
| ----- | ----- | ----- | ----- | ----- | ----- | ----- |
| 3544  | ↘3538 | →3538 | ↘3521 | ↘3502 | ↘3477 | ↘3475 |
| 2018  | 2019  | 2020  | 2021  | 2023  |       |       |
| ↗3485 | ↘3454 | ↘3436 | ↘3187 | ↘3129 |       |       |

## Населённые пункты
В состав сельского поселения (сельского округа) входят 2 населённых пункта:
| № | Населённый пункт  | Тип населённого пункта | Население (чел.) |
| - | ----------------- | ---------------------- | ---------------- |
| 1 | Новоплатнировская | станица                | ↘3011            |
| 2 | Ленина            | хутор                  | ↗176             |